# Stephanie Romanov
Stephanie Romanov (ur. 24 stycznia 1969 w Las Vegas w stanie Nevada) – amerykańska aktorka i modelka pochodzenia rosyjskiego.
W wieku piętnastu lat zaczęła karierę modelki. Pracowała w Europie, w Nowym Jorku i w Kalifornii.

## Filmografia
- Models Inc. (1994-1995) jako Teri Spencer/Monique Duran
- Podwójna świadomość (1996, Menno's Mind) jako Loria
- Szklanką po łapkach (1996, Spy Hard) jako Victoria / Barbara Dahl
- Alexandria hotel (1998)
- Anioł Ciemności (1999-2004, Angel) jako Lilah Morgan
- Dark Spiral (1999) jako Soupie
- Sunset Strip (2000) jako Christine
- Trzynaście dni (2000, Thirteen Days) jako Jacqueline Kennedy
- Wersja ostateczna (2004, The Final Cut) jako Jennifer Bannister
- Tricks (2004) jako Candy
- Zeszłej nocy (2010, Last Night) jako Sandra